# Českojiřetínský spolek – spolek pro oživení Krušnohoří
Českojiřetínský spolek – spolek pro oživení Krušnohoří (německy: Georgendorfer Verein – Verein zur Belebung der Erzgebirgsregion) je regionálně působící organizace založená 9. června 2011 s mezinárodní členskou základnou (ČR, Německo, Rakousko). Organizace pracuje od roku 2015 na Valdštejnském zámku v Litvínově. Aktivně spolupracuje s obcemi a dalšími institucemi v česko-saském pohraničí. Je vydavatelem tradičního spolkového periodika Krušnohorské noviny / Erzgebirgs-Zeitung (založeného v roce 1880) a koordinátorem česko-saské zájmové skupiny Moldavská dráha usilující o znovupropojení tratí Teplice/Most–Moldava–Freiberg.
Spolek je řádným členem Euroregionu Krušnohoří a Hospodářské a sociální rady Mostecka.

## Účel spolku
Účelem spolku je podpora iniciativy občanů ve prospěch českého Krušnohoří, pěstování dobrých sousedských vztahů v rámci česko-německé přeshraniční spolupráce a rovněž v rámci širší mezinárodní spolupráce v duchu společensko-historických vazeb napříč Evropou.

## Projekty spolku
- Flájský plavební kanál – částečná rekonstrukce a zřízení přeshraniční naučné stezky (2011–2013)[4]
- Filmový cyklus „Flájský potok v proměnách času“ (2011–2013)[5]
- Obnova souboru posledních kamenných reliktů obce Fláje (soklu s reliéfem sv. Antonína Paduánského a raně novověkých základů přesunutého kostela sv. Jana Křtitele); zajištění výroby a osazení náhradní sochy sv. Jana Nepomuckého – sochař Bořivoj Rak (2012 – 2015, 2019)[6]
- Iniciace vydání známky České pošty „Vodní dílo Fláje – 50 let“ (výtvarníci: malíř Adolf Absolon, rytec Martin Srb); inaugurační akce v regionu (2013)[7]
- Iniciace vydání známky České pošty „Moldavská dráha“ (výtvarníci: malíř Adolf Absolon, rytec Martin Srb); inaugurační akce v regionu (2015)[8]
- Iniciace oslav 130. výročí „Moldavské dráhy“ se zapojením 12 měst a obcí a dalších partnerů (2015)[9]
- Obnovení historického vlastivědného titulu „Erzgebirgs-Zeitung“ / „Krušnohorské noviny“ (2015; od roku 2017 též v německém jazyce – dlouhodobý projekt)[10][11][12]
- Filmový dokument „Moldavská dráha“ (2016)[13]
- Iniciace vydání známky České pošty „500 let kostela v Mostě“ (výtvarník: Jan Kavan) a oslav výročí (2017)[14]
- Koordinace obnovy památníku obětem I. světové války v Litvínově-Šumné a zajištění repliky bronzové pamětní desky v umělecké slévárně HVH H. Kalná (2017)[15][16]
- Koordinace výroby bronzové pamětní desky prof. Alfonse Dopsche v Lovosicích – výtvarnice Petra Wolfová, umělecká slévárna HVH H. Kalná (2018)[17]
- Oprava kříže na křižovatce bývalých obcí Vilejšov a Fláje (2019)[18]
- Iniciace vzniku zájmové skupiny „Moldavská dráha“ jako zrcadlového uskupení saské zájmové skupiny „Freiberger Muldentalbahn“; koordinace české skupiny; iniciace a realizace česko-německých výročních konferencí ke znovupropojení tratí a výročních akcí pro veřejnost pod titulem „symbolické propojení Moldavské / Freiberské dráhy“ (od roku 2017 – dlouhodobý projekt)[19][20][21][22][23]. Od 3. července 2020 aktivita soustředěna v rámci Nadačního fondu „Moldavská dráha / Teplický Semmering“ se sídlem na zámku v Litvínově.
- Iniciace vydání známky České pošty „Zámek Jezeří“ (vydání v roce 2021)[24][25]

## Pobočný spolek
1. 6. 2023 byl založen (14. 6. 2023 ve spolkovém rejstříku zapsán) Spolek pro oživení Rieckenovy vily - pobočný spolek Českojiřetínského spolku se sídlem v Rieckenově vile v Litvínově-Šumné.